# Murmidius ovalis
Murmidius ovalis is een keversoort uit de familie dwerghoutkevers (Cerylonidae). De wetenschappelijke naam van de soort werd in 1817 gepubliceerd door Beck.